# Въоръжени мъже
Въоръжени мъже (на английски: Men at Arms) е петнадесетия по ред роман от поредицата на Тери Пратчет Светът на диска. Книгата е в жанр хумористично фентъзи и е издадена през 1993 г. Това е втората книга от поредицата, в която главни герои са хората от градската стража на Анкх-Морпорк.
Самюел Ваймс, командирът на градската стража на Анкх-Морпорк е изправен пред нови проблеми. Точно след сватбата си със Сибил Рамкин му се налага да поеме управлението на стражата, въпреки че вече се е оттеглил от службата. Междувременно стражата се е увеличила с още няколко души, в това число джуджета и тролове. С помощта на ефрейтор Керът Ваймс трябва да открие човекът, който стои зад серия убийства. В друга част на града сред аристократите е плъзнала мълвата, че в града има човек, във вените на който тече кръвта на старите крале. Сега трябва само да го намерят...